# Palazzo di Spagna a San Geremia
Palazzo di Spagna a San Geremia, auch Palazzo Frigerio, ist ein Palast in Venedig in der italienischen Region Venetien. Er liegt im Sestiere Cannaregio in der Lista di Spagna auf halbem Weg zwischen dem Bahnhof und der Kirche San Geremia. Die Straße war früher ein Kanal (Rio dei Sabbioni), der aber 1844 verfüllt wurde. In dieser Gegend waren in den vergangenen Jahrhunderten ausländische Botschaften angesiedelt, die die Regierung der Republik Venedig möglichst weit vom Dogenpalast, dem Sitz der Regierung, entfernt sehen wollte.

## Geschichte
Der Palast gehörte der Familie Frigerio oder Frizerio. Andrea Frigerio war 1575 Chancellier Grande. Es war eine Familie reicher Kaufleute, denen ein Nähfadengeschäft in der Drapperia von Rialto mit dem Albero d’Oro gehörte. Im Oktober 1613 verkaufte Giovanni Battista Antonio Frizerio den Palast an Francesco Maria Renier Zeno, der 1647 Prokurator von San Marco war. Die Familie Zeno ließ den Palast mit der spätbarocken Fassade versehen. Die Erben vermieteten das Gebäude an die spanische Regierung. Im 19. Jahrhundert fiel der Palast an den Grafen Giuseppe Monteallegre. Heute ist das Gebäude Teil eines Hotels. Hinter dem Haus befindet sich ein Garten.